# هنري كاروان
هنري كاروان (7 سبتمبر 1981 بتاهيتي في فرنسا - ) (بالفرنسية: Henri Caroine)‏ هو لاعب كرة قدم فرنسي في مركز الوسط. شارك مع منتخب تاهيتي لكرة القدم. أما مع النوادي، فقد لعب مع A.S. Dragon (football club) ‏.

## وصلات خارجية
- هنري كاروان على موقع الاتحاد الدولي (مؤرشف)  (الإنجليزية)
- هنري كاروان على موقع قاعدة بيانات كرة القدم.إي يو (الإنجليزية)
- هنري كاروان على موقع ناشيونال فوتبول تيمز (الإنجليزية)